# Râul Izvorul Coastelor
Râul Izvorul Coastelor este un afluent al râului Topolog. 